# Don Was
Donald Fagenson, bekend als Don Was (Detroit, 13 september 1952) is een Amerikaanse bassist en producer.
Als tiener vormde hij samen met schoolvriend David Weiss, die zich David Was ging noemen, de band Was (Not Was), waarmee zij in de jaren 1980 redelijk succesvol waren. De muziek van Was (Not Was) bestond uit een mix van dance, jazz en pop. In 2008 kwam de band voor een reünietournee en een nieuwe album weer bij elkaar.
Grote bekendheid kreeg Don Was als platenproducer voor onder andere Bob Dylan, The Rolling Stones, Kris Kristofferson, George Clinton, Randy Newman, Carly Simon, Paul Westerberg, George Michael, Bob Seger, Glenn Frey, Iggy Pop, The Go, Khaled, Stevie Nicks, Solomon Burke, Travis Tritt, Brian Wilson, Roy Orbison, Waylon Jennings, B.B. King, Jackson Browne, Ziggy Marley, Al Green, Garth Brooks, Ringo Starr, Richie Sambora, Lyle Lovett, Joe Cocker, Willie Nelson, Elton John, The B-52's, Barenaked Ladies, The Black Crowes, The Presidents of the United States of America, Hootie & The Blowfish, Ofra Haza, Jaguares, Amos Lee en Bonnie Raitt.
Hij werkte als muzikaal regisseur en samensteller aan de soundtracks van bekende films als Thelma and Louise, The Rainmaker Hope Floats, Phenomenon, Tin Cup, Honeymoon in Vegas, 8 Seconds, Switch, The Freshman, Days of Thunder, Michael, Prêt-à-Porter, Boys on the Side, Toy Story en The Paper.
Zijn zoon Tony Fagenson is de drummer van Eve 6.

## Hitlijsten
| Single met eventuele hitnotering(en) in de Nederlandse Top 40 | Datum van verschijnen | Datum van binnenkomst | Hoogste positie | Aantal weken | Opmerkingen       |
| ------------------------------------------------------------- | --------------------- | --------------------- | --------------- | ------------ | ----------------- |
| Walk The Dinosaur                                             | 1987                  | 31-10-1987            | 11              | 8            | als Was (Not Was) |
| Spy In The House Of Love                                      | 1987                  | 05-03-1988            | 17              | 6            | als Was (Not Was) |
| Papa Was A Rolling Stone                                      | 1990                  | 14-07-1990            | 13              | 7            | als Was Not Was   |